# Respire
Respire je francouzský hraný film z roku 2014, který režírovala Mélanie Laurentová jako volnou adaptaci románu Anne-Sophie Brasmeové. Snímek měl světovou premiéru dne 17. května 2014 na filmovém festivalu v Cannes v sekci Týdnu kritiků.

## Děj
Charlie je sedmnáctiletá studentka střední školy. Žije poblíž Montpellier se svou matkou Vanessou, kterou týrá její manžel.
Jednoho dne do její třídy přijde nová dívka Sarah. Je charismatická a má spoustu zážitků. Je zcestovalá, její matka pracuje v Nigérii pro nevládní organizaci a proto Sarah teď žije u své tety. Sarah se s Charlie rychle skamarádí. Matka a teta Charlie ji pozvou na týdenní dovolenou do kempu u moře.
Během pobytu Sarah ale odhalí jinou stránku své osobnosti, kdy neustále mění svou náladu. Charlie nechápe její náhlé změny v chování. Po návratu do školy si Charlie začíná všímat nesrovnalostí v příbězích své kamarádky. Jednoho večera ji po škole ji sleduje domů a zjistí, že Sarah lže od samého začátku. Její matka je alkoholička, která žije v malém sociálním bytě.
Když Charlie prozradí Sarah, že o ní ví pravdu, ta ji začne šikanovat. Po čase k ní však Sarah přijde, protože ji matka bila. Charlie v tom vidí příležitost k obnovení jejich přátelství. Ovšem před spolužáky je Sarah opět velmi odtažitá.Charlie pochopí, že ji Sarah citově vydírá, stejně jako to dělá její otec s její matkou.
Na konci školního roku se obě dívky naposledy setkají u Charlie. Sarah ji obviňuje, že se jí snaží zničit život. Charlie se rozčílí, uhodí ji a pak ji udusí polštářem.

## Obsazení
| Joséphine Japyová | Charlie                |
| Lou de Laâge      | Sarah                  |
| Isabelle Carré    | Vanessa, matka Charlie |
| Claire Keimová    | Laura, teta Charlie    |
| Rasha Bukvic      | otec Charlie           |
| Carole Franck     | matka Sarah            |
| Roxane Duran      | Victoire               |
| Thomas Solivérès  | Gastine                |
| Camille Claris    | Delphine               |
| Louka Meliava     | Lucas                  |
| Louise Grinberg   | Louise                 |
| Fanny Sidney      | Isa                    |

## Ocenění
- MyFrenchFilmFestival: Prix de la presse internationale
- Filmový festival v Cabourgu: Swann d'Or za nejlepší ženský herecký výkon (Josephine Japy)
- César: nominace v kategorii nejslibnější herečka (Lou de Laâge a Joséphine Japy)